# Le sue più belle canzoni
Le sue più belle canzoni è un greatest hits di Paolo Vallesi del 1996.

## Tracce
1. La forza della vita – 4:30
2. Le amiche – 4:15
3. L'eterna danza – 4:46
4. Quando perdi la donna che hai – 4:45
5. Fa che sia amore – 5:00
6. Non mi tradire – 4:56
7. La strada del cuore – 3:32
8. Sempre – 4:12
9. La nave dei folli – 5:17
10. (Vedi di) Non montarti la testa – 5:13
11. Le persone inutili – 3:45
12. Bandiere – 4:12
13. Ridere di te – 4:15
14. Voglio fare l'amore con te – 4:20
15. Tutti quelli che si perdono – 3:55
16. La fuerza de la vida – 4:30

Durata totale: 71:23